# Kirta
Kirta va ser un llegendari rei hurrita. Es creu que va fundar la dinastia de Mitanni, però no se sap que existeixin inscripcions contemporànies de la seva època. Pot haver regnat cap al 1540 aC segons la cronologia mitjana. Entre els seus descendents hi havia Shuttarna I i Barattarna, que es va destacar per la seva participació en la batalla de Meguiddo entre 1479 i 1426 aC.
Textos i rituals d'Ugarit del final de l'edat del Bronze el van descriure com un heroi guerrer criat entre les "ombres de la terra" en la reunió de Didanu. Es suggereix que aquestes referències indicaven l'ascendència nòmada del rei, ja que possiblement al·ludien a una afinitat amb la tribu amorrita.
L'Èpica de Kirta de les tauletes d'argila d'Ugarit explica la història de la gairebé extinció de la casa reial de Keret, encara que va ser escrita molt més tard i per un país hostil als descendents del rei.